# 貝尼哈米丹
36°30′20″N 6°32′59″E / 36.50556°N 6.54972°E

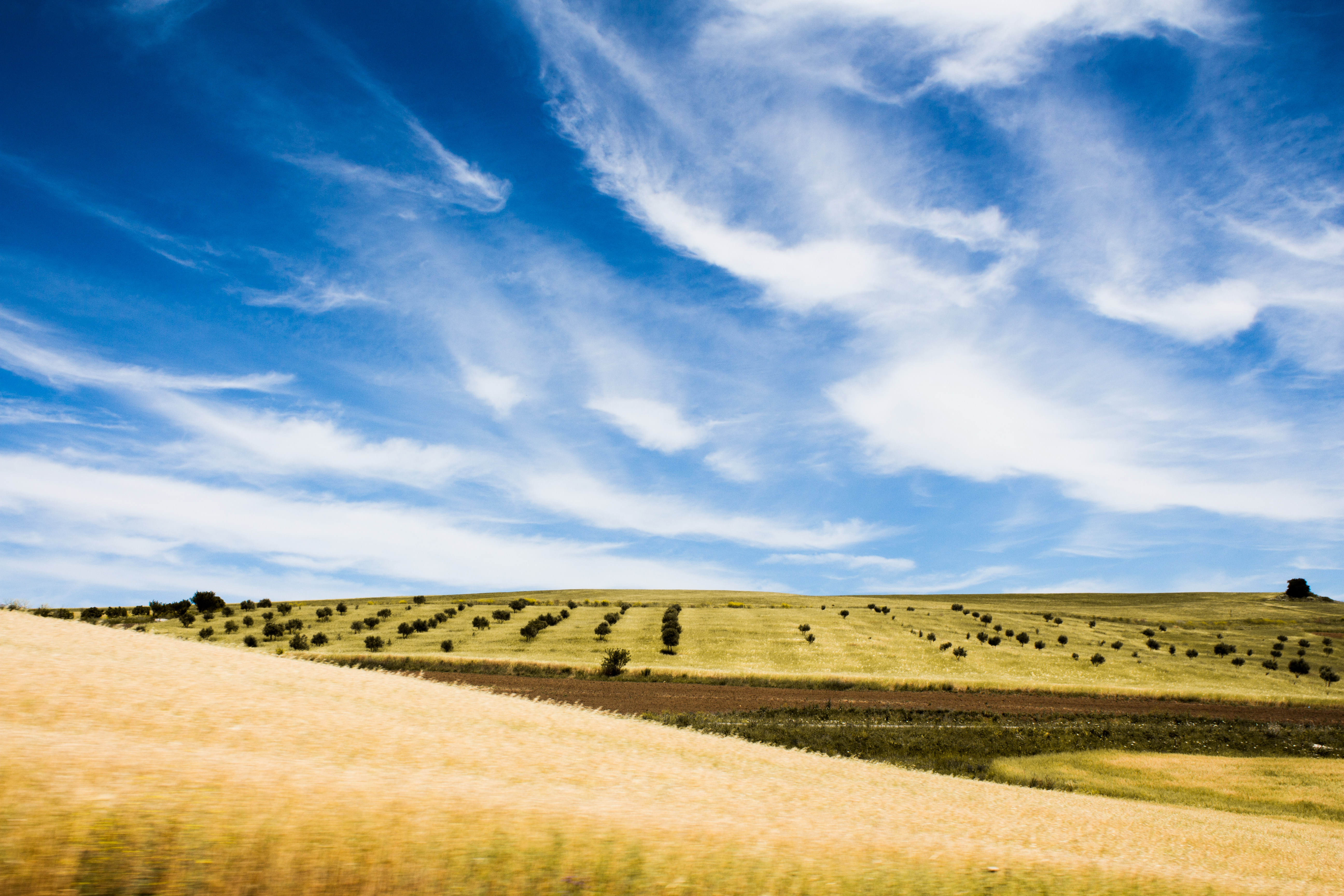
貝尼哈米丹的高原

貝尼哈米丹（阿拉伯语：‎），是阿爾及利亞的城鎮，位於該國東北部君士坦丁省，由濟古特優素福區負責管轄，面積131平方公里，海拔高度450米，2008年人口9,397人，人口密度每平方公里72人。